# NGC 118
NGC 118 é uma galáxia  localizada na direcção da constelação de Cetus. Possui uma declinação de -01° 46' 47" e uma ascensão recta de 0 horas, 27 minutos e 16,1 segundos.
A galáxia NGC 118 foi descoberta em 27 de Setembro de 1880 por Ernst Wilhelm Leberecht Tempel.